# Kwilu (Provinz)
Koordinaten: 5° 0′ S, 19° 0′ O
Kwilu ist eine Provinz in der Demokratischen Republik Kongo. Die Hauptstadt von Kwilu ist Bandundu. Kwilus Bevölkerung wird für das Jahr 2015 auf ca. 5,5 Millionen Einwohner geschätzt.

## Geographie
Kwilu liegt im westlichen Zentrum des Landes und grenzt im Norden an die Provinz Mai-Ndombe, im Osten an Kasaï, im Süden an Kwango und im äußersten Westen an die Stadtprovinz Kinshasa.

## Geschichte
Die Provinz Kwilu wurde im Jahr 1962 gegründet. Ab 1964 wurde sie jedoch von der Landesregierung in Kinshasa zwangsverwaltet, nachdem im Jahr 1963 unter Pierre Mulele hier ein Mai-Mai-Aufstand ausgebrochen war. Ab Januar 1964 war die Provinz mehrheitlich in Hand der Rebellen, erst im Juni 1965 kam sie wieder unter Kontrolle der Regierung. Am 18. Januar 1966 wurde wieder eine Provinzregierung eingesetzt, jedoch wurden noch im selben Jahr die Provinzen Kwilu, Kwango und Mai-Ndombe zur Provinz Bandundu vereinigt.
Während des Ersten Kongokrieges wurde Kikwit von den Rebellen am 30. April 1997 auf ihrem Vormarsch nach Kinshasa eingenommen.
Gemäß der administrativen Neueinteilung des Landes, welche in der Verfassung von 2005 vorgesehen war, sollte die Provinz Bandundu aufgeteilt und Kwilu den Provinzstatus erhalten und als eine von 26 Provinzen eine eigenständige Verwaltung und ein eigenes Regionalparlament bekommen. Im Januar 2011 wurde diese Reform durch eine umstrittene Verfassungsänderung von Präsident Joseph Kabila abgesagt. Allerdings wurde die Neugliederung im Jahr 2015 doch umgesetzt und Kwilu erhielt wieder den Status als Provinz.

## Regierungschefs
Präsident
- Norbert Leta (8. September 1962 – 18. Januar 1964)
- Pierre Mulele (Januar 1964 – November 1964)

Gouverneur
- Henri-Désiré Takizala (18. Januar 1966 – 25. April 1966)

## Verwaltungsgliederung

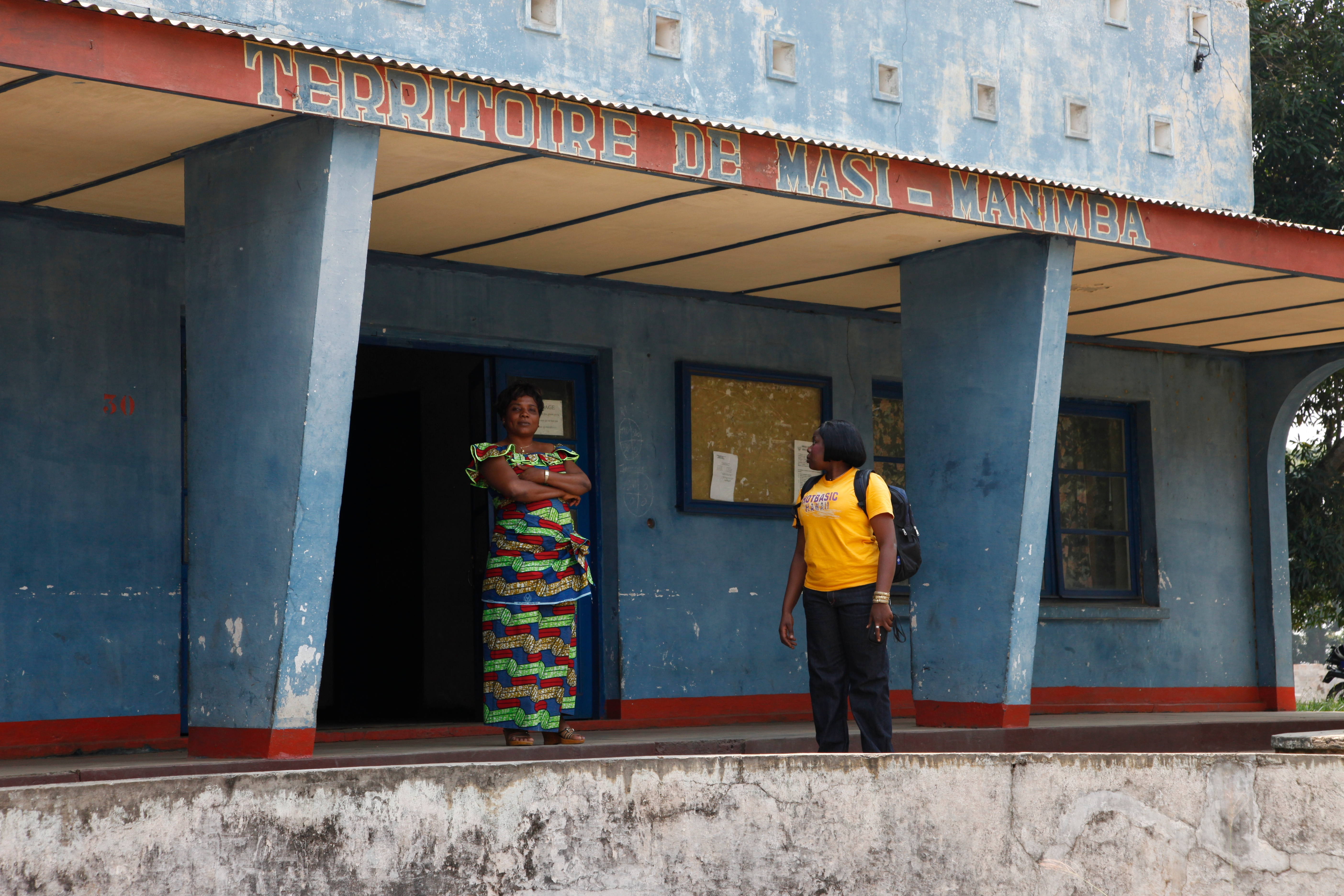
Verwaltungsgebäude in Masi-Manimba

### Städte
- Bandundu
- Kikwit

### Territorien
In der Provinz liegen fünf Territorien:
- Bagata
- Bulungu-Kikwit
- Gungu
- Idiofa
- Masi-Manimba

## Bevölkerung
Die wichtigsten Völker sind die Bayanzi, Bahuana (Bahoni) und Bainbala.

## Verkehr und Infrastruktur

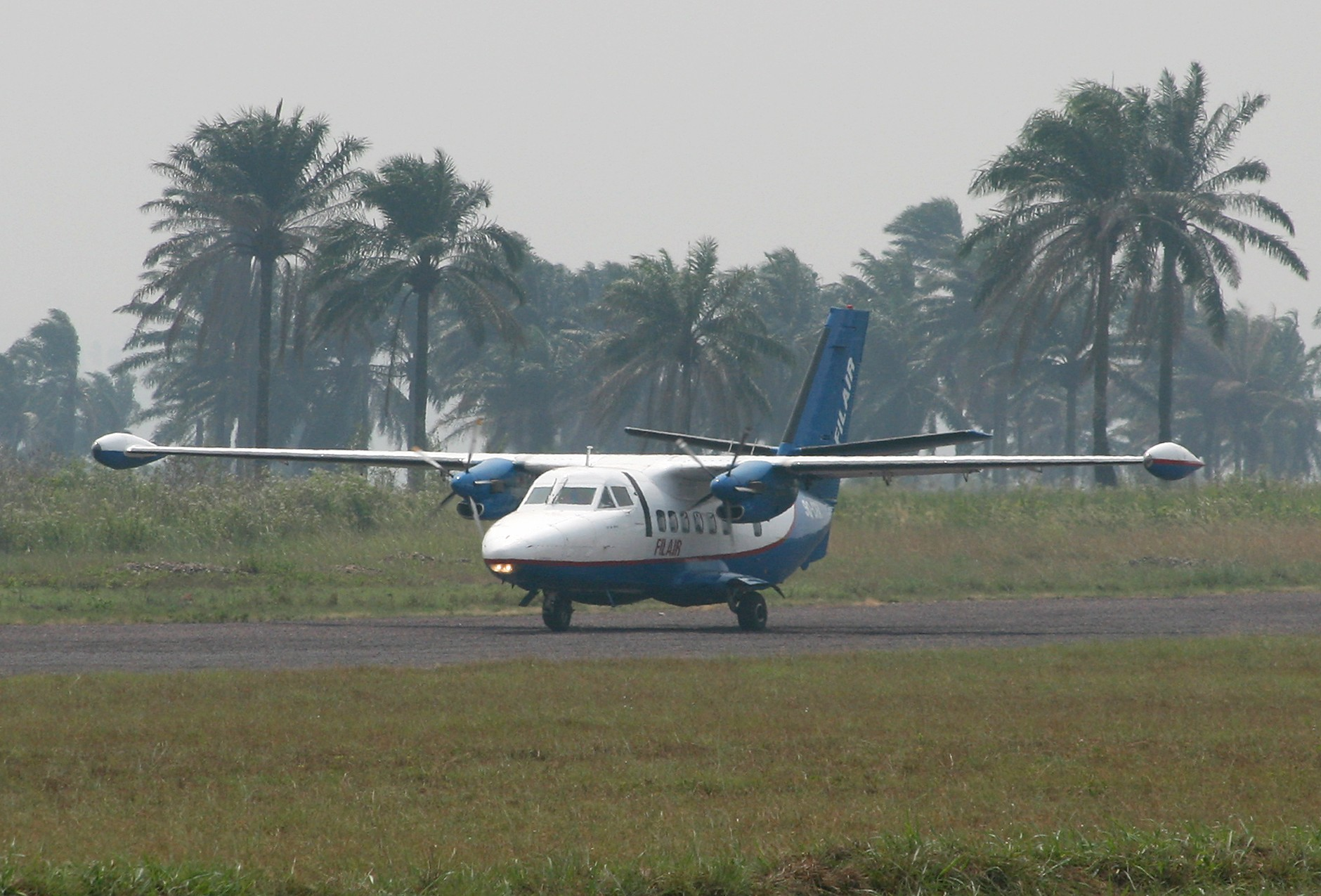
Flughafen Kikwit

Der namensgebende Fluss Kwilu ist bis Kikwit schiffbar. Der Flughafen Kikwit liegt im Nordwesten der Stadt und ist von bebautem Gebiet umgeben. Seit dem Jahr 2010 ist die Fernstraße N1 auf dem 560 km langen Teilstück von Kikwit nach Kinshasa wiederhergestellt, sodass eine gute Verbindung zur Hauptstadt besteht.
Zum Jahr 2013 sollte ein Wasserkraftwerk mit 9,3 Megawatt Leistung fertiggestellt werden und den Bezirk mit elektrischem Strom versorgen.

## Wirtschaft
Die Bevölkerung der Provinz betreibt überwiegend Landwirtschaft. Produkte wie Palmöl, Kartoffeln, Mais, Maniok, Bohnen, Gemüse und Früchte werden von der Millionenstadt Kinshasa nachgefragt. Ferner ist die Provinz ein Umschlagplatz für Schmuggelware aus Angola.